# Jean-Évangéliste Zaepffel

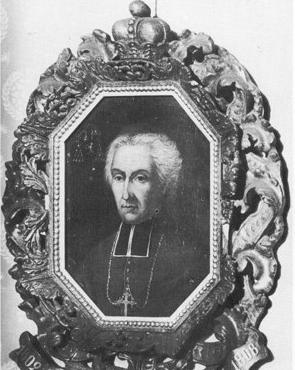
Jean-Évangéliste Zaepffel

Jean-Évangéliste Zaepffel (auch Zäpfel) (* 3. Dezember 1735 in Dambach-la-Ville; † 17. Oktober 1808 in Lüttich) war ein französischer Kleriker. Er war der erste Bischof des Bistums Lüttich nach der Französischen Revolution.

## Leben und Wirken
Jean-Évangéliste Zaepffel entstammte einer Elsässer Adelsfamilie und erhielt 1762 die Priesterweihe für das Bistum Straßburg. Er war zuerst Kanoniker an Saint-Pierre-le-Jeune in Straßburg. 1763 wurde er als Kanoniker in das Kapitel von Église Notre-Dame-de-la-Nativité in Saverne gewählt, wo er zwei Jahre blieb. Danach war er Kanoniker an Saint-Pierre-le-Vieux in Straßburg.
Kurz vor Ausbruch der französischen Revolution war er als Bischof von Straßburg vorgeschlagen worden, wegen der Revolutionswirren emigrierte er nach Sasbach in Baden. Das Konkordat von 1801 zwischen Frankreich und dem Heiligen Stuhl erlaubte ihm die Rückkehr nach Frankreich.
Napoleon Bonaparte, erster Konsul der französischen Republik, ernannte Zäpfel am 29. April 1802 zum Bischof von Lüttich. Nach der päpstlichen Bestätigung spendete ihm Armand de Roquelaure, Erzbischof von Mechelen, am 7. Juni 1802 in der Chapelle des Carmes in St-Sulpice in Paris die Bischofsweihe. Mitkonsekratoren waren der Bischof von Bayeux, Charles Brault, und der Bischof von Amiens, Jean-Chrysostome de Villaret.
Am 29. August 1802 empfingen ihn die Lütticher Bürger mit einem Festzug. Um die reibungslose Funktion der großen Diözese gewährleisten zu können, behielt er den Generalvikar Graf de Rougrave, der bereits seit Fürstbischof Franz Karl von Velbrück und unter Zaepffels Vorgänger Fürstbischof Franciscus-Antonius de Méan dieses Amt ausgeübt hatte, bei.
Kurz nach Amtsantritt besuchte Zaepffel in einer mehrwöchigen Pastoralvisite die wichtigsten Städte der Diözese, Maastricht, Tongern und Huy, sowie mehrere Klöster. Da die Lütticher Lambertuskathedrale in den Revolutionswirren zerstört wurde, erhob er die Kollegiatstiftskirche Saint Paul zur neuen Kathedrale. In seiner Amtszeit wurden zahlreiche abhängige Kirchen zu unabhängigen Pfarreien erhoben. 1807 konnte Zäpffel das 1797 geschlossene Priesterseminar wieder eröffnen. Im Verlauf des Sommers 1808 verschlechterte sich sein Gesundheitszustand so sehr, dass er sein Amt nur noch eingeschränkt wahrnehmen konnte. Jean-Évangéliste Zaepffel verstarb am 17. Oktober 1808, noch im alten Fürstbischöflichen Palast.